# Pedro Ordóñez
Pedro Ordóñez fou cantor de la Capella Pontifícia, on ingressà el 20 d'abril de 1539, arribant a ser abat de la mateixa (creatus novus abbas) l'11 de gener del 1545. Morí a finals de la dècada de 1570.
Segons Adami de Bolsena, fou tresorer de la Capella en temps de Pau III, i formà part de la comissió que va intervenir en el Concili de Trento per a la reforma de la música religiosa. Era de la diòcesi de Palència i afirma Baltasar Saldoni que pot ésser un Ordóñez al qual cita com a mestre de capella de la dita catedral. El batxiller Villalón, en la seva Ingeniosa comparación entre lo antiguo y lo moderno (1539), parla d'aquest mestre.
Pedro Ordoñez, germà menor d'Alonso, també va poder haver estudiat amb Morales. Que va seguir a Alonso a Palència es pot suposar que es va ordenar a Palència en comptes de la diòcesi de Plasencia. El 29 d'abril de 1539, va ser admès al cor papal. Ordoñez es va convertir ràpidament en un líder reconegut del contingent espanyol (Calasanz, Escobedo, Morales, Sánchez) que els va representar el 15 de gener de 1540 per visitar el papa en nom de Sánchez després d'haver estat empresonat per haver-hi empresonat un cantant. El 4 de novembre de 1540, Ordoñez es va declarar malalt, però va ser vist sobre la ciutat. Com a resultat, va ser multat per mentider. El 30 de març de 1541, i novament el 17 d'octubre de 1543, va substituir a Calasanz. Al seu torn, Calasanz el va substituir el 24 de novembre de 1543, Carlos d'Argentilly el va substituir el 6 de novembre de 1543. Aquests intercanvis deixen fora del dubte el fet que Ordoñez era un baix.
Dures paraules entre ell i l'Abbate van resultar en la multa d'Ordoñez el 2 de maig de 1543. Un intercanvi igualment enutjat amb Sánchez va portar una multa el 22 de desembre de 1543. El 19 de juny de 1542 es va concedir una excedència per veure certes privat assumptes. De nou, el 4 de setembre de 1544, se li va permetre una baixa, aquesta vegada de deu dies. L'11 de gener de 1545, va ser triat abbas (tresorer) del cor durant un any. El seu predecessor en aquesta oficina era Arcadelt. Ordoñez es va quedar a Roma, cantant diàriament a la coral durant tot el 1545 i fins a finals de gener de 1546. Certament, no va assistir a les sessions d'obertura del Concili de Trent el desembre de 1545 - sense perjudici de tot. No obstant això, pot ser enviat a Trent després del 27 de gener de 1546. Posteriorment, el seu nom apareix als Diaris Sistinals fins a l'11 de març de 1548. En aquesta data ell s'esmenta amb altres quatre cantants papals absents a Bolonya. L'ajuntament l'havia traslladat al març de 1547. El 30 de maig de 1549, es va autoritzar a abandonar Bolonya per visitar els Banys de Pàdua. En aquest moment va patir ciàtica. El 17 de novembre de 1549 va arribar a Roma des de Bolonya. Va continuar a Roma fins almenys el 5 de gener de 1550. Els Diaris Sistinals, malauradament, es van trencar el gener de 1553. Aquesta llacuna va ser causada pel mestre de capella encarregat del liber punctorum per als anys intermedis l'1 de maig de 1554 i no tornant mai. Quan reprengueren els diaris, Ordoñez, ja havia marxat del cor. L'opinió comuna que la mort de l'any 1550 es va fundar en res més important que l'absència del seu nom de la llista del cor al 1553 i posteriorment.
Però un quart de segle més tard, es troba a Palència, treballant com a capeller successor del seu difunt germà Alonso. No s'ha localitzat el seu parador en els anys intermedis. Seguint el recorregut de Morales, possiblement va passar pel càrrec de mestre de capella en alguna prominent catedral espanyola, els capitulars dels quals no s'han explorat. No obstant això, va ser mestre de capella de Palència el 1576. El 7 de juny de 1577, el capítol li va instar a cuidar els infants de cor, amb la mateixa cura celosa que els havia donat el seu difunt germà. El 30 d'agost de 1577 fou nomenat examinador diocesà de tots els clergues de Palencia en el cant eclesiàstic. El 26 d'octubre de 1577 es va instruir a un comitè de capítols per a un assistent capaç a causa de l'edat i la infidelitat del mestre de capella Pedro Ordoñez. El fet que el 9 d'abril de 1578 va ser recompensat amb una prebenda a compte dels seus mèrits i els seus molts anys de servei, a més de la seva edat i malaltia, suggereix fortament que havia estat mestre de capella de Palència des de potser 1565.
De la mateixa manera que Juan Escribano, un dels principals espanyols del cor papal de vvers 1507 a 1539, només va arribar a ser imprès com a compositor secular, per la qual cosa les úniques obres de Pedro Ordoñez publicades durant la seva vida van ser poc seculars, els dos "sonets" (un 4) inserits en fols. 75-77 i 77-79 a "El Parnasso" d'Esteban Daza (1576): "Ai mudo sóc parlant no puc" i "Ai furiosa cruel (pt. 2, Lebantaron molt alt). Les primeres veus són la queixa d'un sofriment però En el segon, el poeta reprotxa a Fortune i Cupid: el primer és una peça menor de G-menor d'homofonia. La segona (una peça A-menor), encara que s'obre amb un punt imitativo, és tan segurament una cançó acompanyada amb melodia en el triplet.
Les seves composicions líriques de sala assoliren força èxit, i Esteban Daza, a El Parnaso (Valladolid, 1576), transcriu per a vihuela i veu un bell sonet de feliç inspiració.

## Aclariments
No és segura la identitat del cantor pontifici i l'autor d'aquesta obra. Podria molt ben ser que Pedro Ordoñez es confongués amb el compositor de la mateixa època, Rodrigo Ordóñez.